# XML Inclusions
XML Inclusions (zwane też XInclude) – Dołączenia XML – to język oparty na XML-u, używany jednak tylko w połączeniu z XML-em lub innymi językami opartymi na XML-u. Został opracowany przez W3C, aby umożliwić wstawianie do plików XML zawartości innych plików (zarówno w formacie XML jak i zwykłych, czysto tekstowych).

## Sposób użycia
Przed użyciem XInclude należy zadeklarować przestrzeń nazw XML http://www.w3.org/2001/XInclude, standardowo pod nazwą xi. Aby to zrobić, należy do elementu głównego dokumentu XML lub ojca elementu, w którego zawartości ma zostać wklejona, dodać atrybut:
```
xmlns:xi="http://www.w3.org/2001/XInclude"
```

W miejscu, w którym zawartość innego pliku ma zostać wstawiona, należy wstawić element <xi:include/>. Element ten może posiadać atrybuty:
- href –            adres URI pliku, którego treść ma zostać wstawiona
- parse –           sposób analizy składniowej (parsingu) treści załączonego pliku. Może przyjmować wartości „xml” i „text”
- xpointer –        adres załączanego elementu pliku XML w formacie XPointer
- encoding –        kodowanie załączanego pliku tekstowego. Atrybut ten jest ignorowany, gdy atrybut parse ma wartość „xml”
- accept –          zawartość nagłówka „Accept” wysyłanego do serwera przy pobieraniu pliku docelowego.
- accept-language – zawartość nagłówka „Accept-Language” wysyłanego do serwera przy pobieraniu pliku docelowego.

UWAGA! Element <xi:include/> musi posiadać atrybut href lub atrybut xpointer.
W przypadku gdy plik nie może zostać ściągnięty, generowany jest błąd krytyczny. Można temu zapobiec przez wstawienie do elementu <xi:include/> elementu <xi:fallback/> zawierającego tekst, który zostanie wyświetlony zamiast zawartości załączonego pliku. Gdy <xi:fallback/> jest pusty, nic nie jest wstawiane i nie jest generowany żaden błąd.

## Przykład
Zawartość pliku http://example.com/plik.xml:
```
 
<?xml version="1.0" encoding="[[UTF-8|utf-8]]"?>

 
<xml
 
xmlns:xi=
"<nowiki>http://www.w3.org/2001/XInclude</nowiki>"
>

    
Mój
 
ulubiony
 
kolor
 
to

    
<xi:include
 
href=
"<nowiki>http://example.com/kolor.txt</nowiki>"
 
parse=
"text"
 
encoding=
"utf-8"
>

       
<xi:fallback>
zielony
</xi:fallback>

    
</xi:include>
.

 
</xml>

```

Zawartość pliku http://example.com/kolor.txt:
```
niebieski
```

Efekt analizy składniowej pliku http://example.com/plik.xml:
```
 
<?xml version="1.0" encoding="utf-8"?>

 
<xml>

    
Mój
 
ulubiony
 
kolor
 
to
 
niebieski.

 
</xml>

```

## Wsparcie przez przeglądarki
Aktualnie XInclude nie jest wspierany przez żadną z popularnych przeglądarek.